# Maria Ludwika od św. Franciszka Ducrez
Maria Ludwika od św. Franciszka Ducrez, (fra.) Marie-Louise de Saint-François (świeckie Marie-Geneviève) (ur. 27 września 1756, zm. 17 października 1794 w Valenciennes) – błogosławiona Kościoła katolickiego, męczennica, ofiara prześladowań antykatolickich okresu francuskiej rewolucji.
Maria Ludwika od św. Franciszka Ducrez była siostrą zakonną z klasztoru urszulanek w Valenciennes. Śluby zakonne złożyła w 1779 roku.
Aresztowana została z grupą sióstr prowadzących działalność wychowawczą i wyrokiem trybunału rewolucyjnego została skazana na śmierć, i zgilotynowana. 
Przed egzekucją wybaczyła swoim katom przez ucałowanie rąk, a na szafot wzorem męczenników wczesnochrześcijańskich weszła odważnie i z pogodą.
Wspominana jest w dzienną rocznicę śmierci.
Proces informacyjny w diecezji Cabrai toczył się od 15 listopada 1900 do marca 1903 roku. Dekret o braku wcześniejszego publicznego kultu Służebnicy Bożej (non cultu ) ogłoszony został 27 listopada 1907, a dekret o męczeństwie 6 lipca 1919roku.
Beatyfikacji Marii Ludwiki od św. Franciszka Ducrez dokonał 13 czerwca 1920 roku papież Benedykt XV w grupie Męczennic z Valenciennes.